# París-Niza 2016
La 74.ª edición de la competición ciclista París-Niza se disputó en Francia entre el 6 y el 13 de marzo de 2016. 
Dispuso de siete etapas para un recorrido total de 1290,1 kilómetros.
La carrera hizo parte del UCI WorldTour 2016, calendario ciclístico de máximo nivel mundial, siendo la segunda carrera de dicho circuito.
La carrera fue ganada por el corredor británico Geraint Thomas del equipo Team Sky, en segundo lugar Alberto Contador (Tinkoff) y en tercer lugar Richie Porte (BMC Racing Team).

## Equipos participantes
Tomaron parte en la carrera 22 equipos: las 18 de categoría UCI ProTeam, más los 4 equipos franceses de categoría Profesional Continental mediante invitación de la organización (Direct Énergie, Cofidis, Solutions Crédits, Fortuneo-Vital Concept y Delko Marseille Provence KTM). Formando así un pelotón de 175 ciclistas, de 8 corredores cada equipo (excepto el Lotto Soudal que salió con 7), de los que acabaron 131. Los equipos participantes fueron:
| WorldTeams (18)- AG2R La Mondiale - Astana - BMC Racing Team - Cannondale - Dimension Data - Etixx-Quick Step - FDJ - Giant-Alpecin - IAM Cycling - Katusha - Lampre-Merida - Lotto NL-Jumbo - Lotto-Soudal - Movistar Team - Orica-GreenEDGE - Sky - Tinkoff - Trek-Segafredo Equipos continentales profesionales (4)- Cofidis, Solutions Crédits - Delko-Marseille Provence-KTM - Direct Énergie - Fortuneo-Vital Concept |
| |

## Etapas
| Etapa     | Fecha     | Recorrido                                           | type                   | Distancia (km) | Ganador          | Líder            |
| --------- | --------- | --------------------------------------------------- | ---------------------- | -------------- | ---------------- | ---------------- |
| Prólogo   | 6 de mar  | Conflans-Sainte-Honorine – Conflans-Sainte-Honorine | prólogo                | 6,1            | Michael Matthews | Michael Matthews |
| 1.ª etapa | 7 de mar  | Condé-sur-Vesgre – Vendôme                          | etapa llana            | 198            | Arnaud Démare    | Michael Matthews |
| 2.ª etapa | 8 de mar  | Contres – Commentry                                 | etapa llana            | 213,5          | Michael Matthews | Michael Matthews |
| 3.ª etapa | 9 de mar  | Cusset – Mont Brouilly                              | etapa escarpada        | 168            | etapa cancelada  | Michael Matthews |
| 4.ª etapa | 10 de mar | Juliénas – Romans-sur-Isère                         | etapa llana            | 195,5          | Nacer Bouhanni   | Michael Matthews |
| 5.ª etapa | 11 de mar | Saint-Paul-Trois-Châteaux – Salon-de-Provence       | etapa de media montaña | 198            | Alexéi Lutsenko  | Michael Matthews |
| 6.ª etapa | 12 de mar | Niza – Sanctuaire de la Madone d'Utelle             | etapa de montaña       | 177            | Ilnur Zakarin    | Geraint Thomas   |
| 7.ª etapa | 13 de mar | Niza – Niza                                         | etapa de media montaña | 134            | Tim Wellens      | Geraint Thomas   |

## Desarrollo de la carrera

### Prólogo
| Conflans-Sainte-Honorine - Conflans-Sainte-Honorine | prólogo | (6,1 km) |

| \| Clasificación de la etapa \| Clasificación de la etapa \| Clasificación de la etapa \| Clasificación de la etapa \| Clasificación de la etapa \| \| Ciclista \| Ciclista \| Equipo \| Tiempo \| \| \| ------------------------- \| ------------------------- \| ------------------------- \| ------------------------- \| ------------------------- \| \| 1.º \| Michael Matthews \| Orica-GreenEDGE \| 7 min 30 s \| \| \| 2.º \| Tom Dumoulin \| Giant-Alpecin \| + 1 s \| \| \| 3.º \| Patrick Bevin \| Cannondale \| + 2 s \| \| \| 4.º \| Jesús Herrada \| Movistar Team \| + 6 s \| \| \| 5.º \| Ion Izagirre \| Movistar Team \| + 6 s \| \| \| 6.º \| Lieuwe Westra \| Astana \| + 7 s \| \| \| 7.º \| Geraint Thomas \| Team Sky \| + 7 s \| \| \| 8.º \| Dries Devenyns \| IAM Cycling \| + 8 s \| \| \| 9.º \| Sylvain Chavanel \| Direct Énergie \| + 9 s \| \| \| 10.º \| Jérôme Coppel \| IAM Cycling \| + 9 s \| \| |                  |                 |            |
| |                  |                 |            |
| Fuente: ProCyclingStats |                  |                 |            |
| Clasificación de la etapa |                  |                 |            |
| Ciclista | Ciclista         | Equipo          | Tiempo     |
| 1.º | Michael Matthews | Orica-GreenEDGE | 7 min 30 s |
| 2.º | Tom Dumoulin     | Giant-Alpecin   | + 1 s      |
| 3.º | Patrick Bevin    | Cannondale      | + 2 s      |
| 4.º | Jesús Herrada    | Movistar Team   | + 6 s      |
| 5.º | Ion Izagirre     | Movistar Team   | + 6 s      |
| 6.º | Lieuwe Westra    | Astana          | + 7 s      |
| 7.º | Geraint Thomas   | Team Sky        | + 7 s      |
| 8.º | Dries Devenyns   | IAM Cycling     | + 8 s      |
| 9.º | Sylvain Chavanel | Direct Énergie  | + 9 s      |
| 10.º | Jérôme Coppel    | IAM Cycling     | + 9 s      |

| \| Clasificación general \| Clasificación general \| Clasificación general \| Clasificación general \| Clasificación general \| \| Ciclista \| Ciclista \| Equipo \| Tiempo \| \| \| --------------------- \| --------------------- \| --------------------- \| --------------------- \| --------------------- \| \| 1.º \| Michael Matthews \| Orica-GreenEDGE \| 7 min 30 s \| \| \| 2.º \| Tom Dumoulin \| Giant-Alpecin \| + 1 s \| \| \| 3.º \| Patrick Bevin \| Cannondale \| + 2 s \| \| \| 4.º \| Jesús Herrada \| Movistar Team \| + 6 s \| \| \| 5.º \| Ion Izagirre \| Movistar Team \| + 6 s \| \| \| 6.º \| Lieuwe Westra \| Astana \| + 7 s \| \| \| 7.º \| Geraint Thomas \| Team Sky \| + 7 s \| \| \| 8.º \| Dries Devenyns \| IAM Cycling \| + 8 s \| \| \| 9.º \| Sylvain Chavanel \| Direct Énergie \| + 9 s \| \| \| 10.º \| Jérôme Coppel \| IAM Cycling \| + 9 s \| \| |                  |                 |            |
| |                  |                 |            |
| Fuente: ProCyclingStats |                  |                 |            |
| Clasificación general |                  |                 |            |
| Ciclista | Ciclista         | Equipo          | Tiempo     |
| 1.º | Michael Matthews | Orica-GreenEDGE | 7 min 30 s |
| 2.º | Tom Dumoulin     | Giant-Alpecin   | + 1 s      |
| 3.º | Patrick Bevin    | Cannondale      | + 2 s      |
| 4.º | Jesús Herrada    | Movistar Team   | + 6 s      |
| 5.º | Ion Izagirre     | Movistar Team   | + 6 s      |
| 6.º | Lieuwe Westra    | Astana          | + 7 s      |
| 7.º | Geraint Thomas   | Team Sky        | + 7 s      |
| 8.º | Dries Devenyns   | IAM Cycling     | + 8 s      |
| 9.º | Sylvain Chavanel | Direct Énergie  | + 9 s      |
| 10.º | Jérôme Coppel    | IAM Cycling     | + 9 s      |

### Etapa 1
| Condé-sur-Vesgre - Vendôme | etapa llana | (198 km) |

| \| Clasificación de la etapa \| Clasificación de la etapa \| Clasificación de la etapa \| Clasificación de la etapa \| Clasificación de la etapa \| \| Ciclista \| Ciclista \| Equipo \| Tiempo \| \| \| ------------------------- \| ------------------------- \| -------------------------- \| ------------------------- \| ------------------------- \| \| 1.º \| Arnaud Démare \| FDJ \| 4 h 29 min 53 s \| \| \| 2.º \| Benjamin Swift \| Team Sky \| + 0 s \| \| \| 3.º \| Nacer Bouhanni \| Cofidis, Solutions Crédits \| + 0 s \| \| \| 4.º \| Adrien Petit \| Direct Énergie \| + 0 s \| \| \| 5.º \| Michael Matthews \| Orica-GreenEDGE \| + 0 s \| \| \| 6.º \| Tom Boonen \| Etixx-Quick Step \| + 0 s \| \| \| 7.º \| Sep Vanmarcke \| LottoNL-Jumbo \| + 0 s \| \| \| 8.º \| Simon Geschke \| Giant-Alpecin \| + 0 s \| \| \| 9.º \| Jonas Van Genechten \| IAM Cycling \| + 0 s \| \| \| 10.º \| Geraint Thomas \| Team Sky \| + 0 s \| \| |                     |                            |                 |
| |                     |                            |                 |
| Fuente: ProCyclingStats |                     |                            |                 |
| Clasificación de la etapa |                     |                            |                 |
| Ciclista | Ciclista            | Equipo                     | Tiempo          |
| 1.º | Arnaud Démare       | FDJ                        | 4 h 29 min 53 s |
| 2.º | Benjamin Swift      | Team Sky                   | + 0 s           |
| 3.º | Nacer Bouhanni      | Cofidis, Solutions Crédits | + 0 s           |
| 4.º | Adrien Petit        | Direct Énergie             | + 0 s           |
| 5.º | Michael Matthews    | Orica-GreenEDGE            | + 0 s           |
| 6.º | Tom Boonen          | Etixx-Quick Step           | + 0 s           |
| 7.º | Sep Vanmarcke       | LottoNL-Jumbo              | + 0 s           |
| 8.º | Simon Geschke       | Giant-Alpecin              | + 0 s           |
| 9.º | Jonas Van Genechten | IAM Cycling                | + 0 s           |
| 10.º | Geraint Thomas      | Team Sky                   | + 0 s           |

| \| Clasificación general \| Clasificación general \| Clasificación general \| Clasificación general \| Clasificación general \| \| Ciclista \| Ciclista \| Equipo \| Tiempo \| \| \| --------------------- \| --------------------- \| --------------------- \| --------------------- \| --------------------- \| \| 1.º \| Michael Matthews \| Orica-GreenEDGE \| 4 h 37 min 30 s \| \| \| 2.º \| Tom Dumoulin \| Giant-Alpecin \| + 3 s \| \| \| 3.º \| Patrick Bevin \| Cannondale \| + 4 s \| \| \| 4.º \| Ion Izagirre \| Movistar Team \| + 8 s \| \| \| 5.º \| Geraint Thomas \| Team Sky \| + 8 s \| \| \| 6.º \| Lieuwe Westra \| Astana \| + 9 s \| \| \| 7.º \| Dries Devenyns \| IAM Cycling \| + 10 s \| \| \| 8.º \| Richie Porte \| BMC Racing Team \| + 12 s \| \| \| 9.º \| Arnaud Démare \| FDJ \| + 14 s \| \| \| 10.º \| Wilco Kelderman \| LottoNL-Jumbo \| + 15 s \| \| |                  |                 |                 |
| |                  |                 |                 |
| Fuente: ProCyclingStats |                  |                 |                 |
| Clasificación general |                  |                 |                 |
| Ciclista | Ciclista         | Equipo          | Tiempo          |
| 1.º | Michael Matthews | Orica-GreenEDGE | 4 h 37 min 30 s |
| 2.º | Tom Dumoulin     | Giant-Alpecin   | + 3 s           |
| 3.º | Patrick Bevin    | Cannondale      | + 4 s           |
| 4.º | Ion Izagirre     | Movistar Team   | + 8 s           |
| 5.º | Geraint Thomas   | Team Sky        | + 8 s           |
| 6.º | Lieuwe Westra    | Astana          | + 9 s           |
| 7.º | Dries Devenyns   | IAM Cycling     | + 10 s          |
| 8.º | Richie Porte     | BMC Racing Team | + 12 s          |
| 9.º | Arnaud Démare    | FDJ             | + 14 s          |
| 10.º | Wilco Kelderman  | LottoNL-Jumbo   | + 15 s          |

### Etapa 2
| Contres - Commentry | etapa llana | (213,5 km) |

| \| Clasificación de la etapa \| Clasificación de la etapa \| Clasificación de la etapa \| Clasificación de la etapa \| Clasificación de la etapa \| \| Ciclista \| Ciclista \| Equipo \| Tiempo \| \| \| ------------------------- \| ------------------------- \| -------------------------- \| ------------------------- \| ------------------------- \| \| 1.º \| Michael Matthews \| Orica-GreenEDGE \| 5 h 04 min 26 s \| \| \| 2.º \| Niccolò Bonifazio \| Trek-Segafredo \| + 0 s \| \| \| 3.º \| Nacer Bouhanni \| Cofidis, Solutions Crédits \| + 0 s \| \| \| 4.º \| Alexander Kristoff \| Katusha \| + 1 s \| \| \| 5.º \| Arnaud Démare \| FDJ \| + 1 s \| \| \| 6.º \| Benjamin Swift \| Team Sky \| + 1 s \| \| \| 7.º \| André Greipel \| Lotto-Soudal \| + 1 s \| \| \| 8.º \| Wouter Wippert \| Cannondale \| + 1 s \| \| \| 9.º \| Adrien Petit \| Direct Énergie \| + 1 s \| \| \| 10.º \| Jonas Van Genechten \| IAM Cycling \| + 1 s \| \| |                     |                            |                 |
| |                     |                            |                 |
| Fuente: ProCyclingStats |                     |                            |                 |
| Clasificación de la etapa |                     |                            |                 |
| Ciclista | Ciclista            | Equipo                     | Tiempo          |
| 1.º | Michael Matthews    | Orica-GreenEDGE            | 5 h 04 min 26 s |
| 2.º | Niccolò Bonifazio   | Trek-Segafredo             | + 0 s           |
| 3.º | Nacer Bouhanni      | Cofidis, Solutions Crédits | + 0 s           |
| 4.º | Alexander Kristoff  | Katusha                    | + 1 s           |
| 5.º | Arnaud Démare       | FDJ                        | + 1 s           |
| 6.º | Benjamin Swift      | Team Sky                   | + 1 s           |
| 7.º | André Greipel       | Lotto-Soudal               | + 1 s           |
| 8.º | Wouter Wippert      | Cannondale                 | + 1 s           |
| 9.º | Adrien Petit        | Direct Énergie             | + 1 s           |
| 10.º | Jonas Van Genechten | IAM Cycling                | + 1 s           |

| \| Clasificación general \| Clasificación general \| Clasificación general \| Clasificación general \| Clasificación general \| \| Ciclista \| Ciclista \| Equipo \| Tiempo \| \| \| --------------------- \| --------------------- \| --------------------- \| --------------------- \| --------------------- \| \| 1.º \| Michael Matthews \| Orica-GreenEDGE \| 9 h 41 min 46 s \| \| \| 2.º \| Tom Dumoulin \| Giant-Alpecin \| + 14 s \| \| \| 3.º \| Patrick Bevin \| Cannondale \| + 19 s \| \| \| 4.º \| Ion Izagirre \| Movistar Team \| + 19 s \| \| \| 5.º \| Geraint Thomas \| Team Sky \| + 19 s \| \| \| 6.º \| Lieuwe Westra \| Astana \| + 24 s \| \| \| 7.º \| Dries Devenyns \| IAM Cycling \| + 25 s \| \| \| 8.º \| Arnaud Démare \| FDJ \| + 25 s \| \| \| 9.º \| Rafał Majka \| Tinkoff \| + 27 s \| \| \| 10.º \| Richie Porte \| BMC Racing Team \| + 27 s \| \| |                  |                 |                 |
| |                  |                 |                 |
| Fuente: ProCyclingStats |                  |                 |                 |
| Clasificación general |                  |                 |                 |
| Ciclista | Ciclista         | Equipo          | Tiempo          |
| 1.º | Michael Matthews | Orica-GreenEDGE | 9 h 41 min 46 s |
| 2.º | Tom Dumoulin     | Giant-Alpecin   | + 14 s          |
| 3.º | Patrick Bevin    | Cannondale      | + 19 s          |
| 4.º | Ion Izagirre     | Movistar Team   | + 19 s          |
| 5.º | Geraint Thomas   | Team Sky        | + 19 s          |
| 6.º | Lieuwe Westra    | Astana          | + 24 s          |
| 7.º | Dries Devenyns   | IAM Cycling     | + 25 s          |
| 8.º | Arnaud Démare    | FDJ             | + 25 s          |
| 9.º | Rafał Majka      | Tinkoff         | + 27 s          |
| 10.º | Richie Porte     | BMC Racing Team | + 27 s          |

### Etapa 3
| Cusset - Mont Brouilly | etapa escarpada | (168 km) |

La 3.ª etapa fue cancelada debido a que la nieve obligó a los organizadores a detener la carrera en el kilómetro 93.

### Etapa 4
| Juliénas - Romans-sur-Isère | etapa llana | (195,5 km) |

| \| Clasificación de la etapa \| Clasificación de la etapa \| Clasificación de la etapa \| Clasificación de la etapa \| Clasificación de la etapa \| \| Ciclista \| Ciclista \| Equipo \| Tiempo \| \| \| ------------------------- \| ------------------------- \| -------------------------- \| ------------------------- \| ------------------------- \| \| 1.º \| Nacer Bouhanni \| Cofidis, Solutions Crédits \| 4 h 42 min 20 s \| \| \| 2.º \| Edward Theuns \| Trek-Segafredo \| + 0 s \| \| \| 3.º \| André Greipel \| Lotto-Soudal \| + 0 s \| \| \| 4.º \| Alexander Kristoff \| Katusha \| + 0 s \| \| \| 5.º \| Michael Matthews \| Orica-GreenEDGE \| + 0 s \| \| \| 6.º \| Benjamin Swift \| Team Sky \| + 0 s \| \| \| 7.º \| Nikolas Maes \| Etixx-Quick Step \| + 0 s \| \| \| 8.º \| Tony Gallopin \| Lotto-Soudal \| + 0 s \| \| \| 9.º \| Youcef Reguigui \| Dimension Data \| + 0 s \| \| \| 10.º \| Roy Curvers \| Giant-Alpecin \| + 0 s \| \| |                    |                            |                 |
| |                    |                            |                 |
| Fuente: ProCyclingStats |                    |                            |                 |
| Clasificación de la etapa |                    |                            |                 |
| Ciclista | Ciclista           | Equipo                     | Tiempo          |
| 1.º | Nacer Bouhanni     | Cofidis, Solutions Crédits | 4 h 42 min 20 s |
| 2.º | Edward Theuns      | Trek-Segafredo             | + 0 s           |
| 3.º | André Greipel      | Lotto-Soudal               | + 0 s           |
| 4.º | Alexander Kristoff | Katusha                    | + 0 s           |
| 5.º | Michael Matthews   | Orica-GreenEDGE            | + 0 s           |
| 6.º | Benjamin Swift     | Team Sky                   | + 0 s           |
| 7.º | Nikolas Maes       | Etixx-Quick Step           | + 0 s           |
| 8.º | Tony Gallopin      | Lotto-Soudal               | + 0 s           |
| 9.º | Youcef Reguigui    | Dimension Data             | + 0 s           |
| 10.º | Roy Curvers        | Giant-Alpecin              | + 0 s           |

| \| Clasificación general \| Clasificación general \| Clasificación general \| Clasificación general \| Clasificación general \| \| Ciclista \| Ciclista \| Equipo \| Tiempo \| \| \| --------------------- \| --------------------- \| --------------------- \| --------------------- \| --------------------- \| \| 1.º \| Michael Matthews \| Orica-GreenEDGE \| 14 h 24 min 15 s \| \| \| 2.º \| Tom Dumoulin \| Giant-Alpecin \| + 14 s \| \| \| 3.º \| Patrick Bevin \| Cannondale \| + 19 s \| \| \| 4.º \| Ion Izagirre \| Movistar Team \| + 19 s \| \| \| 5.º \| Geraint Thomas \| Team Sky \| + 19 s \| \| \| 6.º \| Lieuwe Westra \| Astana \| + 24 s \| \| \| 7.º \| Dries Devenyns \| IAM Cycling \| + 25 s \| \| \| 8.º \| Rafał Majka \| Tinkoff \| + 27 s \| \| \| 9.º \| Richie Porte \| BMC Racing Team \| + 27 s \| \| \| 10.º \| Tim Wellens \| Lotto-Soudal \| + 28 s \| \| |                  |                 |                  |
| |                  |                 |                  |
| Fuente: ProCyclingStats |                  |                 |                  |
| Clasificación general |                  |                 |                  |
| Ciclista | Ciclista         | Equipo          | Tiempo           |
| 1.º | Michael Matthews | Orica-GreenEDGE | 14 h 24 min 15 s |
| 2.º | Tom Dumoulin     | Giant-Alpecin   | + 14 s           |
| 3.º | Patrick Bevin    | Cannondale      | + 19 s           |
| 4.º | Ion Izagirre     | Movistar Team   | + 19 s           |
| 5.º | Geraint Thomas   | Team Sky        | + 19 s           |
| 6.º | Lieuwe Westra    | Astana          | + 24 s           |
| 7.º | Dries Devenyns   | IAM Cycling     | + 25 s           |
| 8.º | Rafał Majka      | Tinkoff         | + 27 s           |
| 9.º | Richie Porte     | BMC Racing Team | + 27 s           |
| 10.º | Tim Wellens      | Lotto-Soudal    | + 28 s           |

### Etapa 5
| Saint-Paul-Trois-Châteaux - Salon-de-Provence | etapa de media montaña | (198 km) |

| \| Clasificación de la etapa \| Clasificación de la etapa \| Clasificación de la etapa \| Clasificación de la etapa \| Clasificación de la etapa \| \| Ciclista \| Ciclista \| Equipo \| Tiempo \| \| \| ------------------------- \| ------------------------- \| ---------------------------- \| ------------------------- \| ------------------------- \| \| 1.º \| Alexéi Lutsenko \| Astana \| 5 h 00 min 26 s \| \| \| 2.º \| Alexander Kristoff \| Katusha \| + 21 s \| \| \| 3.º \| Michael Matthews \| Orica-GreenEDGE \| + 21 s \| \| \| 4.º \| Davide Cimolai \| Lampre-Merida \| + 21 s \| \| \| 5.º \| Sep Vanmarcke \| LottoNL-Jumbo \| + 21 s \| \| \| 6.º \| Pieter Serry \| Etixx-Quick Step \| + 21 s \| \| \| 7.º \| Vicente Reynés \| IAM Cycling \| + 21 s \| \| \| 8.º \| Leonardo Duque \| Delko-Marseille Provence-KTM \| + 21 s \| \| \| 9.º \| Oliver Naesen \| IAM Cycling \| + 21 s \| \| \| 10.º \| Arnold Jeannesson \| Cofidis, Solutions Crédits \| + 21 s \| \| |                    |                              |                 |
| |                    |                              |                 |
| Fuente: ProCyclingStats |                    |                              |                 |
| Clasificación de la etapa |                    |                              |                 |
| Ciclista | Ciclista           | Equipo                       | Tiempo          |
| 1.º | Alexéi Lutsenko    | Astana                       | 5 h 00 min 26 s |
| 2.º | Alexander Kristoff | Katusha                      | + 21 s          |
| 3.º | Michael Matthews   | Orica-GreenEDGE              | + 21 s          |
| 4.º | Davide Cimolai     | Lampre-Merida                | + 21 s          |
| 5.º | Sep Vanmarcke      | LottoNL-Jumbo                | + 21 s          |
| 6.º | Pieter Serry       | Etixx-Quick Step             | + 21 s          |
| 7.º | Vicente Reynés     | IAM Cycling                  | + 21 s          |
| 8.º | Leonardo Duque     | Delko-Marseille Provence-KTM | + 21 s          |
| 9.º | Oliver Naesen      | IAM Cycling                  | + 21 s          |
| 10.º | Arnold Jeannesson  | Cofidis, Solutions Crédits   | + 21 s          |

| \| Clasificación general \| Clasificación general \| Clasificación general \| Clasificación general \| Clasificación general \| \| Ciclista \| Ciclista \| Equipo \| Tiempo \| \| \| --------------------- \| --------------------- \| --------------------- \| --------------------- \| --------------------- \| \| 1.º \| Michael Matthews \| Orica-GreenEDGE \| 19 h 24 min 58 s \| \| \| 2.º \| Alexéi Lutsenko \| Astana \| + 6 s \| \| \| 3.º \| Tom Dumoulin \| Giant-Alpecin \| + 18 s \| \| \| 4.º \| Patrick Bevin \| Cannondale \| + 23 s \| \| \| 5.º \| Ion Izagirre \| Movistar Team \| + 23 s \| \| \| 6.º \| Geraint Thomas \| Team Sky \| + 23 s \| \| \| 7.º \| Lieuwe Westra \| Astana \| + 28 s \| \| \| 8.º \| Dries Devenyns \| IAM Cycling \| + 29 s \| \| \| 9.º \| Rafał Majka \| Tinkoff \| + 31 s \| \| \| 10.º \| Richie Porte \| BMC Racing Team \| + 31 s \| \| |                  |                 |                  |
| |                  |                 |                  |
| Fuente: ProCyclingStats |                  |                 |                  |
| Clasificación general |                  |                 |                  |
| Ciclista | Ciclista         | Equipo          | Tiempo           |
| 1.º | Michael Matthews | Orica-GreenEDGE | 19 h 24 min 58 s |
| 2.º | Alexéi Lutsenko  | Astana          | + 6 s            |
| 3.º | Tom Dumoulin     | Giant-Alpecin   | + 18 s           |
| 4.º | Patrick Bevin    | Cannondale      | + 23 s           |
| 5.º | Ion Izagirre     | Movistar Team   | + 23 s           |
| 6.º | Geraint Thomas   | Team Sky        | + 23 s           |
| 7.º | Lieuwe Westra    | Astana          | + 28 s           |
| 8.º | Dries Devenyns   | IAM Cycling     | + 29 s           |
| 9.º | Rafał Majka      | Tinkoff         | + 31 s           |
| 10.º | Richie Porte     | BMC Racing Team | + 31 s           |

### Etapa 6
| Niza - Sanctuaire de la Madone d'Utelle | etapa de montaña | (177 km) |

| \| Clasificación de la etapa \| Clasificación de la etapa \| Clasificación de la etapa \| Clasificación de la etapa \| Clasificación de la etapa \| \| Ciclista \| Ciclista \| Equipo \| Tiempo \| \| \| ------------------------- \| ------------------------- \| ------------------------- \| ------------------------- \| ------------------------- \| \| 1.º \| Ilnur Zakarin \| Katusha \| 4 h 45 min 11 s \| \| \| 2.º \| Geraint Thomas \| Team Sky \| + 0 s \| \| \| 3.º \| Alberto Contador \| Tinkoff \| + 1 s \| \| \| 4.º \| Richie Porte \| BMC Racing Team \| + 7 s \| \| \| 5.º \| Sergio Luis Henao \| Team Sky \| + 10 s \| \| \| 6.º \| Simon Yates \| Orica-GreenEDGE \| DES \| \| \| 7.º \| Rui Alberto Costa \| Lampre-Merida \| + 31 s \| \| \| 8.º \| Romain Bardet \| AG2R La Mondiale \| + 31 s \| \| \| 9.º \| Ion Izagirre \| Movistar Team \| + 31 s \| \| \| 10.º \| Tony Gallopin \| Lotto-Soudal \| + 31 s \| \| |                   |                  |                 |
| |                   |                  |                 |
| Fuente: ProCyclingStats |                   |                  |                 |
| Clasificación de la etapa |                   |                  |                 |
| Ciclista | Ciclista          | Equipo           | Tiempo          |
| 1.º | Ilnur Zakarin     | Katusha          | 4 h 45 min 11 s |
| 2.º | Geraint Thomas    | Team Sky         | + 0 s           |
| 3.º | Alberto Contador  | Tinkoff          | + 1 s           |
| 4.º | Richie Porte      | BMC Racing Team  | + 7 s           |
| 5.º | Sergio Luis Henao | Team Sky         | + 10 s          |
| 6.º | Simon Yates       | Orica-GreenEDGE  | DES             |
| 7.º | Rui Alberto Costa | Lampre-Merida    | + 31 s          |
| 8.º | Romain Bardet     | AG2R La Mondiale | + 31 s          |
| 9.º | Ion Izagirre      | Movistar Team    | + 31 s          |
| 10.º | Tony Gallopin     | Lotto-Soudal     | + 31 s          |

| \| Clasificación general \| Clasificación general \| Clasificación general \| Clasificación general \| Clasificación general \| \| Ciclista \| Ciclista \| Equipo \| Tiempo \| \| \| --------------------- \| --------------------- \| --------------------- \| --------------------- \| --------------------- \| \| 1.º \| Geraint Thomas \| Team Sky \| 24 h 10 min 26 s \| \| \| 2.º \| Alberto Contador \| Tinkoff \| + 15 s \| \| \| 3.º \| Ilnur Zakarin \| Katusha \| + 20 s \| \| \| 4.º \| Richie Porte \| BMC Racing Team \| + 21 s \| \| \| 5.º \| Tom Dumoulin \| Giant-Alpecin \| + 32 s \| \| \| 6.º \| Ion Izagirre \| Movistar Team \| + 37 s \| \| \| 7.º \| Sergio Luis Henao \| Team Sky \| + 39 s \| \| \| 8.º \| Simon Yates \| Orica-GreenEDGE \| DES \| \| \| 9.º \| Tony Gallopin \| Lotto-Soudal \| + 51 s \| \| \| 10.º \| Romain Bardet \| AG2R La Mondiale \| + 1 min 00 s \| \| |                   |                  |                  |
| |                   |                  |                  |
| Fuente: ProCyclingStats |                   |                  |                  |
| Clasificación general |                   |                  |                  |
| Ciclista | Ciclista          | Equipo           | Tiempo           |
| 1.º | Geraint Thomas    | Team Sky         | 24 h 10 min 26 s |
| 2.º | Alberto Contador  | Tinkoff          | + 15 s           |
| 3.º | Ilnur Zakarin     | Katusha          | + 20 s           |
| 4.º | Richie Porte      | BMC Racing Team  | + 21 s           |
| 5.º | Tom Dumoulin      | Giant-Alpecin    | + 32 s           |
| 6.º | Ion Izagirre      | Movistar Team    | + 37 s           |
| 7.º | Sergio Luis Henao | Team Sky         | + 39 s           |
| 8.º | Simon Yates       | Orica-GreenEDGE  | DES              |
| 9.º | Tony Gallopin     | Lotto-Soudal     | + 51 s           |
| 10.º | Romain Bardet     | AG2R La Mondiale | + 1 min 00 s     |

### Etapa 7
| Niza - Niza | etapa de media montaña | (134 km) |

| \| Clasificación de la etapa \| Clasificación de la etapa \| Clasificación de la etapa \| Clasificación de la etapa \| Clasificación de la etapa \| \| Ciclista \| Ciclista \| Equipo \| Tiempo \| \| \| ------------------------- \| ------------------------- \| -------------------------- \| ------------------------- \| ------------------------- \| \| 1.º \| Tim Wellens \| Lotto-Soudal \| 3 h 16 min 09 s \| \| \| 2.º \| Alberto Contador \| Tinkoff \| + 0 s \| \| \| 3.º \| Richie Porte \| BMC Racing Team \| + 0 s \| \| \| 4.º \| Tony Gallopin \| Lotto-Soudal \| + 5 s \| \| \| 5.º \| Simon Yates \| Orica-GreenEDGE \| + 5 s \| \| \| 6.º \| Arnold Jeannesson \| Cofidis, Solutions Crédits \| + 5 s \| \| \| 7.º \| Rui Alberto Costa \| Lampre-Merida \| + 5 s \| \| \| 8.º \| Jesús Herrada \| Movistar Team \| + 5 s \| \| \| 9.º \| Romain Bardet \| AG2R La Mondiale \| + 5 s \| \| \| 10.º \| Ion Izagirre \| Movistar Team \| + 5 s \| \| |                   |                            |                 |
| |                   |                            |                 |
| Fuente: ProCyclingStats |                   |                            |                 |
| Clasificación de la etapa |                   |                            |                 |
| Ciclista | Ciclista          | Equipo                     | Tiempo          |
| 1.º | Tim Wellens       | Lotto-Soudal               | 3 h 16 min 09 s |
| 2.º | Alberto Contador  | Tinkoff                    | + 0 s           |
| 3.º | Richie Porte      | BMC Racing Team            | + 0 s           |
| 4.º | Tony Gallopin     | Lotto-Soudal               | + 5 s           |
| 5.º | Simon Yates       | Orica-GreenEDGE            | + 5 s           |
| 6.º | Arnold Jeannesson | Cofidis, Solutions Crédits | + 5 s           |
| 7.º | Rui Alberto Costa | Lampre-Merida              | + 5 s           |
| 8.º | Jesús Herrada     | Movistar Team              | + 5 s           |
| 9.º | Romain Bardet     | AG2R La Mondiale           | + 5 s           |
| 10.º | Ion Izagirre      | Movistar Team              | + 5 s           |

| \| Clasificación general \| Clasificación general \| Clasificación general \| Clasificación general \| Clasificación general \| \| Ciclista \| Ciclista \| Equipo \| Tiempo \| \| \| --------------------- \| --------------------- \| --------------------- \| --------------------- \| --------------------- \| \| 1.º \| Geraint Thomas \| Team Sky \| 27 h 26 min 40 s \| \| \| 2.º \| Alberto Contador \| Tinkoff \| + 4 s \| \| \| 3.º \| Richie Porte \| BMC Racing Team \| + 12 s \| \| \| 4.º \| Ilnur Zakarin \| Katusha \| + 20 s \| \| \| 5.º \| Ion Izagirre \| Movistar Team \| + 37 s \| \| \| 6.º \| Sergio Luis Henao \| Team Sky \| + 44 s \| \| \| 7.º \| Simon Yates \| Orica-GreenEDGE \| + 44 s \| \| \| 8.º \| Tony Gallopin \| Lotto-Soudal \| + 51 s \| \| \| 9.º \| Romain Bardet \| AG2R La Mondiale \| + 1 min 00 s \| \| \| 10.º \| Rui Alberto Costa \| Lampre-Merida \| + 1 min 07 s \| \| |                   |                  |                  |
| |                   |                  |                  |
| Fuente: ProCyclingStats |                   |                  |                  |
| Clasificación general |                   |                  |                  |
| Ciclista | Ciclista          | Equipo           | Tiempo           |
| 1.º | Geraint Thomas    | Team Sky         | 27 h 26 min 40 s |
| 2.º | Alberto Contador  | Tinkoff          | + 4 s            |
| 3.º | Richie Porte      | BMC Racing Team  | + 12 s           |
| 4.º | Ilnur Zakarin     | Katusha          | + 20 s           |
| 5.º | Ion Izagirre      | Movistar Team    | + 37 s           |
| 6.º | Sergio Luis Henao | Team Sky         | + 44 s           |
| 7.º | Simon Yates       | Orica-GreenEDGE  | + 44 s           |
| 8.º | Tony Gallopin     | Lotto-Soudal     | + 51 s           |
| 9.º | Romain Bardet     | AG2R La Mondiale | + 1 min 00 s     |
| 10.º | Rui Alberto Costa | Lampre-Merida    | + 1 min 07 s     |

## Clasificaciones finales
- Las clasificaciones finalizaron de la siguiente forma:[7]

### Clasificación general
| \| Clasificación general \| Clasificación general \| Clasificación general \| Clasificación general \| Clasificación general \| \| Ciclista \| Ciclista \| Equipo \| Tiempo \| \| \| --------------------- \| --------------------- \| --------------------- \| --------------------- \| --------------------- \| \| 1.º \| Geraint Thomas \| Team Sky \| 27 h 26 min 40 s \| \| \| 2.º \| Alberto Contador \| Tinkoff \| + 4 s \| \| \| 3.º \| Richie Porte \| BMC Racing Team \| + 12 s \| \| \| 4.º \| Ilnur Zakarin \| Katusha \| + 20 s \| \| \| 5.º \| Ion Izagirre \| Movistar Team \| + 37 s \| \| \| 6.º \| Sergio Luis Henao \| Team Sky \| + 44 s \| \| \| 7.º \| Simon Yates \| Orica-GreenEDGE \| + 44 s \| \| \| 8.º \| Tony Gallopin \| Lotto-Soudal \| + 51 s \| \| \| 9.º \| Romain Bardet \| AG2R La Mondiale \| + 1 min 00 s \| \| \| 10.º \| Rui Alberto Costa \| Lampre-Merida \| + 1 min 07 s \| \| |                   |                  |                  |
| |                   |                  |                  |
| Fuentes: ProCyclingStats Cycling Quotient Cycling Archives |                   |                  |                  |
| Clasificación general |                   |                  |                  |
| Ciclista | Ciclista          | Equipo           | Tiempo           |
| 1.º | Geraint Thomas    | Team Sky         | 27 h 26 min 40 s |
| 2.º | Alberto Contador  | Tinkoff          | + 4 s            |
| 3.º | Richie Porte      | BMC Racing Team  | + 12 s           |
| 4.º | Ilnur Zakarin     | Katusha          | + 20 s           |
| 5.º | Ion Izagirre      | Movistar Team    | + 37 s           |
| 6.º | Sergio Luis Henao | Team Sky         | + 44 s           |
| 7.º | Simon Yates       | Orica-GreenEDGE  | + 44 s           |
| 8.º | Tony Gallopin     | Lotto-Soudal     | + 51 s           |
| 9.º | Romain Bardet     | AG2R La Mondiale | + 1 min 00 s     |
| 10.º | Rui Alberto Costa | Lampre-Merida    | + 1 min 07 s     |

### Clasificación por puntos
| Clasificación por puntos | Clasificación por puntos | Clasificación por puntos | Clasificación por puntos | Clasificación por puntos |
| Ciclista                 | Ciclista                 | Equipo                   | Puntos                   |                          |
| ------------------------ | ------------------------ | ------------------------ | ------------------------ | ------------------------ |
| 1.º                      | Michael Matthews         | Orica-GreenEDGE          | 53 pts                   |                          |
| 2.º                      | Alberto Contador         | Tinkoff                  | 23 pts                   |                          |
| 3.º                      | Benjamin Swift           | Team Sky                 | 22 pts                   |                          |
| 4.º                      | Alexéi Lutsenko          | Astana                   | 18 pts                   |                          |
| 5.º                      | Geraint Thomas           | Team Sky                 | 18 pts                   |                          |
| 6.º                      | Richie Porte             | BMC Racing Team          | 16 pts                   |                          |
| 7.º                      | Jesús Herrada            | Movistar Team            | 16 pts                   |                          |
| 8.º                      | Ilnur Zakarin            | Katusha                  | 15 pts                   |                          |
| 9.º                      | Tim Wellens              | Lotto-Soudal             | 15 pts                   |                          |
| 10.º                     | Tom Dumoulin             | Giant-Alpecin            | 12 pts                   |                          |

### Clasificación de la montaña
| Clasificación de la montaña | Clasificación de la montaña | Clasificación de la montaña  | Clasificación de la montaña | Clasificación de la montaña |
| Ciclista                    | Ciclista                    | Equipo                       | Puntos                      |                             |
| --------------------------- | --------------------------- | ---------------------------- | --------------------------- | --------------------------- |
| 1.º                         | Antoine Duchesne            | Direct Énergie               | 78 pts                      |                             |
| 2.º                         | Jesús Herrada               | Movistar Team                | 51 pts                      |                             |
| 3.º                         | Thomas de Gendt             | Lotto-Soudal                 | 49 pts                      |                             |
| 4.º                         | Arnaud Courteille           | FDJ                          | 20 pts                      |                             |
| 5.º                         | Evaldas Šiškevicius         | Delko-Marseille Provence-KTM | 18 pts                      |                             |
| 6.º                         | Tim Wellens                 | Lotto-Soudal                 | 16 pts                      |                             |
| 7.º                         | Ilnur Zakarin               | Katusha                      | 14 pts                      |                             |
| 8.º                         | Alberto Contador            | Tinkoff                      | 14 pts                      |                             |
| 9.º                         | Florian Vachon              | Fortuneo-Vital Concept       | 13 pts                      |                             |
| 10.º                        | Cyril Gautier               | AG2R La Mondiale             | 12 pts                      |                             |

### Clasificación por equipos
| Clasificación por equipos | Clasificación por equipos | Clasificación por equipos | Clasificación por equipos |
| Equipo                    | Equipo                    | Tiempo                    |                           |
| ------------------------- | ------------------------- | ------------------------- | ------------------------- |
| 1.º                       | Movistar Team             | 14 h 02 min 32 s          |                           |
| 2.º                       | Astana                    | + 41 s                    |                           |
| 3.º                       | Sky                       | + 3 min 11 s              |                           |
| 4.º                       | Cannondale                | + 5 min 33 s              |                           |
| 5.º                       | AG2R La Mondiale          | + 10 min 53 s             |                           |
| 6.º                       | Lampre-Merida             | + 13 min 28 s             |                           |
| 7.º                       | Lotto-Soudal              | + 21 min 05 s             |                           |
| 8.º                       | Tinkoff                   | + 21 min 59 s             |                           |
| 9.º                       | Katusha                   | + 24 min 10 s             |                           |
| 10.º                      | Lotto NL-Jumbo            | + 24 min 11 s             |                           |

## Evolución de las clasificaciones
| Etapa (Vencedor)                 | Clasificación general | Clasificación por puntos | Clasificación de la montaña | Clasificación por equipos |
| -------------------------------- | --------------------- | ------------------------ | --------------------------- | ------------------------- |
| Prólogo (CRI) (Michael Matthews) | Michael Matthews      | Michael Matthews         | no se entregó               | Movistar                  |
| 1.ª etapa (Arnaud Démare)        | Michael Matthews      | Michael Matthews         | Ion Izagirre                | Movistar                  |
| 2.ª etapa (Michael Matthews)     | Michael Matthews      | Michael Matthews         | Ion Izagirre                | Movistar                  |
| 3.ª etapa (etapa cancelada)      | Michael Matthews      | Michael Matthews         | Ion Izagirre                | Movistar                  |
| 4.ª etapa (Nacer Bouhanni)       | Michael Matthews      | Michael Matthews         | Evaldas Šiškevicius         | Movistar                  |
| 5.ª etapa (Alexey Lutsenko)      | Michael Matthews      | Michael Matthews         | Jesús Herrada               | Astana                    |
| 6.ª etapa (Ilnur Zakarin)        | Geraint Thomas        | Michael Matthews         | Antoine Duchesne            | Sky                       |
| 7.ª etapa (Tim Wellens)          | Geraint Thomas        | Michael Matthews         | Antoine Duchesne            | Movistar                  |
| Final                            | Geraint Thomas        | Michael Matthews         | Antoine Duchesne            | Movistar                  |

## UCI World Tour
La París-Niza otorga puntos para el UCI WorldTour 2016, para corredores de equipos en las categorías UCI ProTeam, Profesional Continental y Equipos Continentales. Las siguientes tablas son el baremo de puntuación y los corredores que obtuvieron puntos:
| Posición              | 1.ª | 2.ª | 3.ª | 4.ª | 5.ª | 6.ª | 7.ª | 8.ª | 9.ª | 10.ª |
| Clasificación general | 100 | 80  | 70  | 60  | 50  | 40  | 30  | 20  | 10  | 4    |
| Por etapa             | 6   | 4   | 2   | 1   | 1   |     |     |     |     |      |

| Clasificación | Clasificación     | Clasificación    | Clasificación | Clasificación | Clasificación |
| Posición      | Ciclista          | Equipo           | General       | Etapa         | Total         |
| ------------- | ----------------- | ---------------- | ------------- | ------------- | ------------- |
| 1.º           | Geraint Thomas    | Team Sky         | 100           | 4             | 104           |
| 2.º           | Alberto Contador  | Tinkoff          | 80            | 6             | 86            |
| 3.º           | Richie Porte      | BMC Racing       | 70            | 3             | 73            |
| 4.º           | Ilnur Zakarin     | Team Katusha     | 60            | 6             | 66            |
| 5.º           | Ion Izagirre      | Movistar Team    | 50            | 1             | 51            |
| 6.º           | Sergio Luis Henao | Team Sky         | 40            | 1             | 41            |
| 7.º           | Simon Yates       | Orica GreenEDGE  | 30            | 1             | 31            |
| 8.º           | Tony Gallopin     | Lotto Soudal     | 20            | 1             | 21            |
| 9.º           | Romain Bardet     | AG2R La Mondiale | 10            | -             | 10            |
| 10.º          | Rui Costa         | Lampre-Merida    | 4             | -             | 4             |

Además, también otorgó puntos para el UCI World Ranking (clasificación global de todas las carreras internacionales).
| Posición              | 1º  | 2º  | 3º  | 4º  | 5º  | 6º  | 7º  | 8º  | 9º  | 10º |
| Clasificación general | 500 | 400 | 325 | 275 | 225 | 175 | 150 | 125 | 100 | 85  |
| Por etapa             | 60  | 25  | 10  |     |     |     |     |     |     |     |
| Líder                 | 10  |     |     |     |     |     |     |     |     |     |

| Clasificación | Clasificación     | Clasificación    | Clasificación | Clasificación | Clasificación | Clasificación |
| Posición      | Ciclista          | Equipo           | General       | Etapa         | Líder         | Total         |
| ------------- | ----------------- | ---------------- | ------------- | ------------- | ------------- | ------------- |
| 1.º           | Geraint Thomas    | Team Sky         | 500           | 25            | 10            | 535           |
| 2.º           | Alberto Contador  | Tinkoff          | 400           | 35            | -             | 435           |
| 3.º           | Ilnur Zakarin     | Team Katusha     | 275           | 60            | -             | 345           |
| 4.º           | Richie Porte      | BMC Racing       | 325           | 10            | -             | 335           |
| 5.º           | Ion Izagirre      | Movistar Team    | 225           | -             | -             | 225           |
| 6.º           | Michael Matthews  | Orica GreenEDGE  | -             | 130           | 60            | 190           |
| 7.º           | Sergio Luis Henao | Team Sky         | 175           | -             | -             | 175           |
| 8.º           | Simon Yates       | Orica GreenEDGE  | 150           | -             | -             | 150           |
| 9.º           | Tony Gallopin     | Lotto Soudal     | 125           | -             | -             | 125           |
| 10.º          | Romain Bardet     | AG2R La Mondiale | 100           | -             | -             | 100           |